# 熊谷敦史
 熊谷 敦史（くまがい あつし、1973年1月6日 - ）は、日本の医学者・外科医。専門は、被ばく医療学、甲状腺学。福島県立医科大学災害医療総合学習センター副センター長、講師。
2006年、「甲状腺乳頭癌におけるBRAF遺伝子異常とその特徴」で長崎大学から博士（医学）を取得。長崎大学医学部助教から、長崎大病院永井隆記念国際ヒバクシャ医療センター助教となる。2009年からは、カザフスタンのセメイにあったセミパラチンスク核実験場の周辺地域における放射線被ばくの発癌への影響の研究などに従事した。2011年3月11日の東日本大震災に続いて発生した福島第一原子力発電所事故後に、被曝医療支援で福島県に派遣された。その後は、一般市民向けの講演会でも福島の状況について報告している。
2012年4月1日、福島県立医科大学講師に転じ、5月18日に開設された災害医療総合学習センターの副センター長となり、「県外や海外からも研修の申し込みがある。仮設住宅や被災地の病院の見学やボランティア実習も始めたい」と語った。

## 福島県県民健康管理調査との関わり
2011年4月30日、核兵器廃絶地球市民長崎集会実行委は長崎市平野町の長崎原爆資料館で「放射線を正しく知ろう　福島県民との連帯を」と題した勉強会を開催し、熊谷は被ばく者登録などを急ぐ必要があり、併せて被ばく認定基準の作成や医療補償を課題として指摘した。 
同年12月5日より、福島県「放射線と健康」アドバイザリーグループの一員となっている。

## 経歴
- 1973年生まれの被爆2世。母と祖母は広島原爆投下後、救護所で負傷者を手当てしていて放射線を浴びている[12]。
- 1991年、久留米大学附設高等学校卒業[13]
- 1998年、長崎大学医学部医学科卒業[13]
- 2006年、長崎大学大学院医歯薬学総合研究科放射線医療科学専攻分子診断学研究分野博士課程修了[13][4]
- 2006年、長崎大学医学部助教
- 2006年、WHO（世界保健機関）ジュネーヴ本部インターン[13]
- 2011年、長崎大学から福島県に放射線医療チームのメンバーとして派遣
- 2012年4月1日、福島県立医科大学講師
- 2012年5月18日、福島県立医科大学災害医療総合学習センター副センター長[2][3]

## 受賞歴
- 2009年3月14日、「難治性甲状腺癌に対する新規分子標的治療の試み」と題する研究発表により、優秀演題賞を受賞[14]。

## 福島第一原子力発電所事故後の活動
福島第一原子力発電所事故直後の2011年3月13日に文部科学省からの要請を受けて、長崎大学から放射線医療チームの一員として福島県に派遣され、「正直いうと、最初の2、3日は爆発が怖くて、頭の中に『死』がちらついた」。被爆2世として、被爆地の研究者として、ここで闘うのが「使命」だと踏ん張った」という。
当初、福島県では彼らに対して、「ヨウ素剤をみんなにすぐに飲ませること」や「すぐの避難」という意見が相次いでいたが、熊谷はこれを聞いて「きちんとコントロールできる人が必要と考えた」と語っている。 
これを受けて、チームリーダーの大津留晶は 福島県放射線健康リスク管理アドバイザーに任命される山下俊一長崎大学教授に電話で「福島県立医大が浮き足立っている、先生方がパニックになっている」と報告し、3月18日に山下は福島県からの要請で福島県に行くこととなった。
その後も福島県に残り、2012年より 福島県立医科大学講師に転じた。